# Nayef Hawatmeh

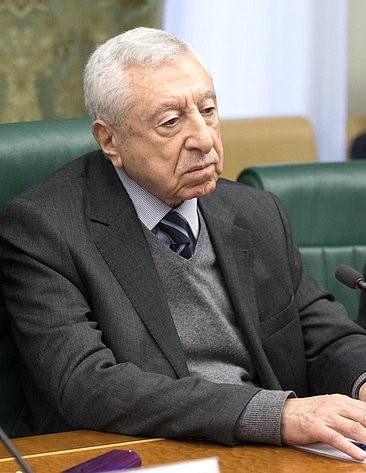
Hawatmeh em 2017

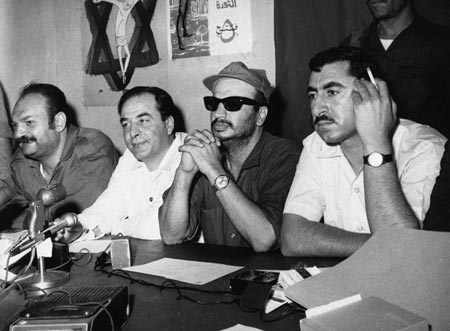
Hawatmeh com Yasser Arafat e Kamal Nasser em conferência de imprensa em Amã antes do Setembro Negro.

Nayef Hawatmeh (em árabe: نايف حواتمة, translit. Nāyef Ḥawātmeh romanizado: Nāyef Hawātmeh, Kunya: Abu an-Nuf; nascido em 17 de novembro de 1938) é um político palestino.
Hawatmeh vem de um clã jordaniano e é católico grego praticante. Ele é o Secretário-Geral da Frente Democrática Marxista para a Libertação da Palestina (FDLP) desde a sua formação em uma divisão em 1969 da Frente Popular para a Libertação da Palestina (FPLP), da qual também foi fundador. Atuou como líder do Movimento Nacionalista Árabe (ANM), que precedeu a FPLP.
Atualmente reside exilado na Síria, de onde a DFLP recebe algum apoio.
Hawatmeh se opôs aos Acordos de Oslo de 1993, chamando-os de "venda", mas tornou-se mais conciliador no final da década de 1990. Em 1999 ele concordou em se reunir com Yasser Arafat (que havia assinado os acordos) e até apertou a mão do presidente israelense, Ezer Weizmann, no funeral do rei Hussein da Jordânia, atraindo fortes críticas de seus pares palestinos e árabes.
Em 2004, esteve brevemente activo numa tentativa não governamental conjunta palestiniana-israelense de iniciar uma coligação de grupos palestinianos que apoiavam uma solução de dois Estados, e apelou à cessação das hostilidades na Intifada de al-Aqsa.
Em 2007, Israel indicou que lhe permitiria viajar para a Cisjordânia pela primeira vez desde 1967, a fim de participar numa reunião da Organização para a Libertação da Palestina (OLP).